# Josef Schmucker
Josef Schmucker (* 24. Mai 1882 in Oggelshausen, Oberamt Saulgau; † 27. August 1971 in Ulm) war ein deutscher Landwirtschaftsbeamter.

## Leben
Schmucker sammelte praktische berufliche Erfahrung auf verschiedenen Bauernhöfen und Domänen im schwäbischen Oberland. Er studierte dann an der Landwirtschaftlichen Hochschule Hohenheim, die er mit Diplom abschloss. In Halle (Saale) legte er die Tierschutzleiterprüfung ab.
Seine erste Anstellung erhielt er im thüringischen Friedrichswerth auf einer 6000 Morgen großen Domäne. Anschließend war er Verwalter auf dem Roten-Kreuz-Hof bei Würzburg und Tierschutzleiter in Sigmaringen. 1918 kam er als Leiter des Tierschutzamtes nach Ulm. In dieser Funktion blieb er bis zum altersbedingten Eintritt in den Ruhestand im Jahr 1951.
Gleichzeitig war Schmucker Geschäftsführer des Verbandes oberschwäbischer Fleckviehzuchtvereine. Besondere Verdienste erwarb er sich nach dem Zweiten Weltkrieg beim Wiederaufbau der Zuchtviehbestände der württembergischen Rinderzucht.

## Ehrungen
- Dezember 1951: Verdienstkreuz am Bande der Bundesrepublik Deutschland